# خيسوس باريوس
خيسوس باريوس (بالإسبانية: Jesús Barrios) (10 يناير 1961 في بوليفيا - ) هو مدرب كرة قدم ولاعب كرة قدم كولومبي في مركز الهجوم. شارك مع منتخب كولومبيا لكرة القدم. أما مع النوادي، فقد لعب مع أتلتيكو جونيور ونادي إنفيغادو وأتليتيكو بوكارامانغا.

## وصلات خارجية
- خيسوس باريوس على موقع الاتحاد الدولي (مؤرشف)  (الإنجليزية)
- خيسوس باريوس على موقع ناشيونال فوتبول تيمز (الإنجليزية)